# Princess Juliana International Airport
Princess Juliana International Airport (IATA: SXM, ICAO: TNCM), (også omtalt Saint Maarten International Airport) er en international lufthavn beliggende i Sint Maarten, på den hollandske del af øen Saint Martin. I 2007 ekspederede den 1.647.824 passagerer og 103.650 flybevægelser. Lufthavnen er hovedlufthavnen for Leewardøerne inklusive Anguilla, Saba, Saint Barthélemy og Sint Eustatius. Lufthavnen er opkaldt efter Juliana af Nederlandene, der som Kronprinsesse landede på stedet i 1944.
Lufthavnen blev i 1942 etableret som en militærlandingsplads, og året efter åbnende stedet som en civil lufthavn. I 1964 flyttede man lufthavnen og etablerede en ny terminal og kontroltårn.

## Landinger og starter
Start- og landingsbanen på Saint Maarten bliver jævnligt kåret som en af de farligste i verden at operere fra. Indflyvningen under landinger foregår over åbent vand, og få meter før at flyene sætter hjulene på landingsbanen flyver de i en højde på kun 10-20 meter over badegæsterne på Maho Beach , hvad der har gjort stedet til af verdens mest berømte iagttagelsessteder for flyspottere.